# スカマホン・シンフォニー・センター
スカマホン・シンフォニー・センター (Schermerhorn Symphony Center ) は、アメリカ合衆国テネシー州ナッシュビルのダウンタウンにあるシンフォニー・センター。2003年12月3日に着工し、 2006年9月9日、レナード・スラットキンの指揮によるガラコンサートで正式に開館し、この模様はPBS系列で州内に放送された。このセンターの名称は、1985年から2005年に亡くなるまでナッシュビル・シンフォニーの音楽監督兼指揮者であったケネス・シャーマーホーンの英語読みに因み、亡くなる前に名付けられた。
2006年、この建物は21世紀のNew Classical Architecture の代表作に選ばれた。

## 建築およびデザイン

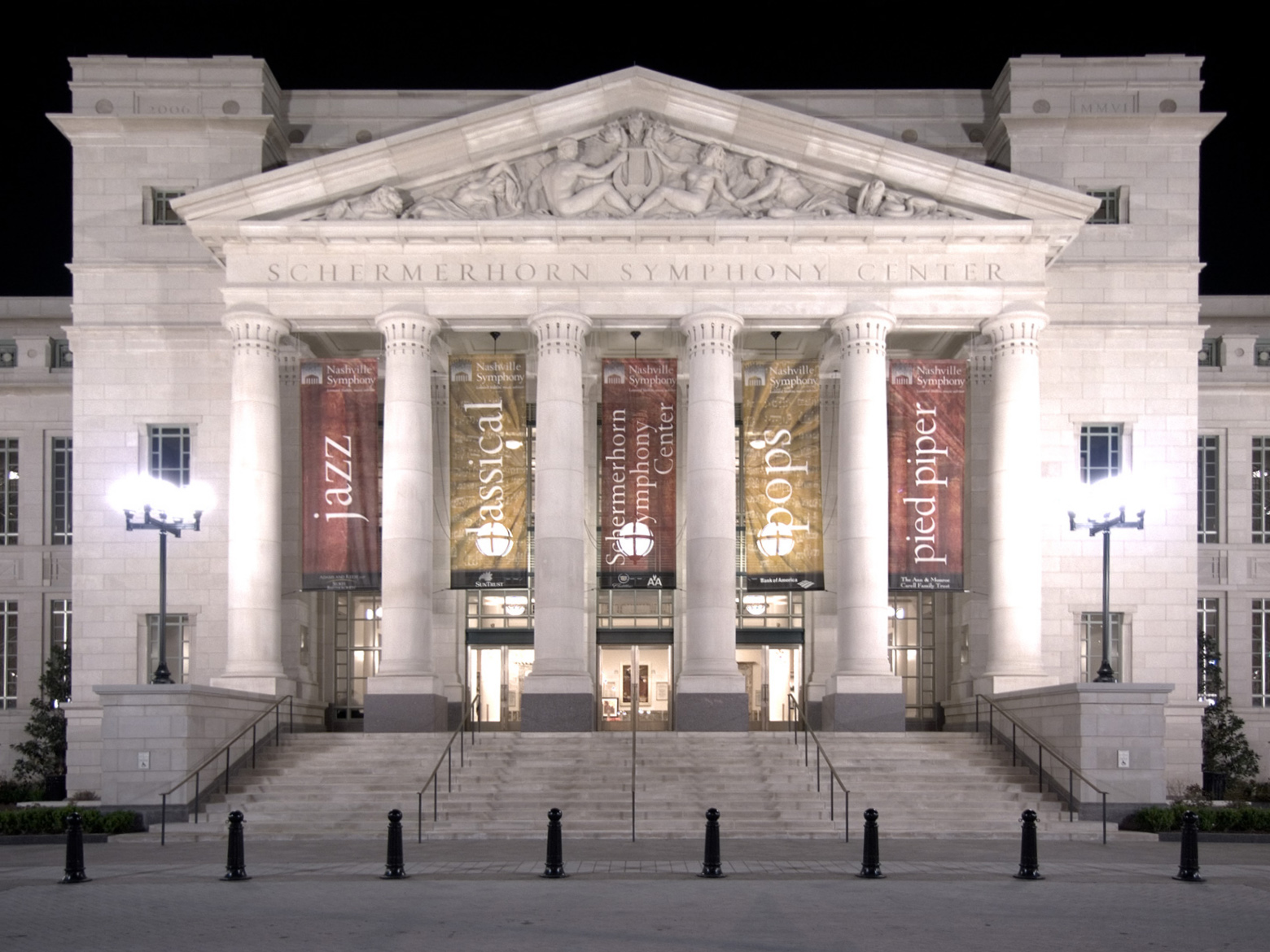

スカマホン・シンフォニー・センターの中心部は30,000平方フィート (2,800 m2)あり、ナッシュビル・シンフォニーの本拠地となるローラ・ター ナー・コンサート・ホールは1,844席ある。このホールはShoebox style である。30の防音装置、二重の採光窓と自然な照明を特長としている。テネシー州花であるアイリス、ローラ・ターナーが生前馬を愛して いたことから蹄鉄、ナッシュビル・シンフォニーの創立に重要な役割を担いマックスウェル・ハウス・コーヒーの当初のオーナーであった地元の チーク家を象徴するコーヒー豆などの複雑なシンボル・モチー フがホールやセンター内に施されている。
ロー ラ・ターナー・コンサート・ホールは3層以上からなる。うち舞台後方にある146席の合唱用座席は、合唱がない演目の場合は観客に開放される。舞台には最 大115名の演奏者が登壇できる。サンフランシスコのショーエンスタイン社製の47音、64複合ストップ、3,568本のパイプ、32本の足鍵盤のカスタム・メイドのマーティン・ファンデーション・コンサート・ オルガンを特長としている。
この建物の新古典主義建築デザインはセンテニアル・パークにあるパルテノン神殿やナッシュビル図書館など市内の古典主義建築やNeoclassical structures の要素をブレンドしている。
この建物の内部は技術と音響の特性を備えている。ブラジリアン・チェリーとヒッコリーの寄木の床のある1階席は、リフト装置により前に出したり低くしたりする機械ワゴンが実装されている。この「チェア・ワゴン」により、約2時間でコンサート・ホールから5,700-平方フート (530 m2)のボールルームに変化することができる。機械化された何十もの音響幕や板が短時間で並び替えることができ、様々なジャンルの音楽に対応する。ローラ・ターナー・コンサート・ホールは周りを2インチの空間で囲まれていることで外からの音および音漏れを遮断している。
スカマホン・シンフォニー・センターには他に小規模の演奏会や音楽教育のための2,438-平方フート (226.5 m2)のマイク・カーブ・ファミリー・ミュージック・エジュケーション・ホールがある。また西側には柱で囲まれた庭園であるマーサ・リヴァーズ・イングラム・ガーデン・コートヤードがある。アレン・ウォルター・ワトソン・シニア・ファウンダーズ・ホールなどロビーがいくつかあり、公的私的に関わらず様々なイベントが行なわれる。
ワシントンD.C.のデイヴィッド・M・シュワーツ・アーキテクツ社がナッシュビルのアール・スウェンソン・アソシエイツと共に設計し、Akustiks社のポール・スカブロウが音響面の設計を行なった。

## 受賞歴等
2009年、スカマホン・シンフォニー・センターはアーバン・ランド協会(ULI)賞で音響面および地域貢献を評価され、北米および南米の最終25軒に選ばれた。

## 歴史
2010年5月、ナッシュビル内外に大きな損害を与えたテネシー洪水により、スカマホン・シンフォニー・センターは約4千万ドルの損害を受けた。浸水は高さ24フィートにまで及び、電気施設、機械施設、広いキッチン、多くの楽器が被害に遭った。この時被害に遭った主な楽器はスタインウェイ・アンド・サンズのピアノ2台、パイプ・オルガンの送風部、コンソール・ユニットなどである。すぐに修復が開始され、8ヶ月未満の同年12月31日、イツァーク・パールマンのコンサートで再開した。オルガンの復元は2011年5月のオルガン奏者キャメロン・カーペンターのコンサートまでに完了した。
2013年6月6日、この建物は8230万ドルの負債があり、2012年度に1170万ドルの負債を負い、ナッシュビル・シンフォニーに対しスカマホン・シンフォニー・センターを担保にするという正式通知がバンク・オブ・アメリカから出されたと報じられた。2013年6月28日にこの建物のオークションが予定されたが、ヴァンダービルト大学元学部長で慈善家のマーサ・イングラムとの交渉により負債が2000万ドルにまで減らされ、オークションは中止になった。

## 関連事項
- コンサートホールの一覧